# Mitterhorn (Berchtesgadener Alpen)
De Mitterhorn is een berg in de deelstaat Salzburg, Oostenrijk. De berg heeft een hoogte van 2491 meter.
De Mitterhorn is onderdeel van het Steinernes Meer, dat weer deel uitmaakt van de Berchtesgadener Alpen.